# Washington Terrace
Washington Terrace es una ciudad ubicada en el condado de Weber en el estado estadounidense de Utah. En el año 2000 tenía una población de 8.551 habitantes y una densidad poblacional de 1.729 personas por km². Washington Terrace se localiza dentro de los límites metropolitanos de las ciudades de Ogden/Clearfield. Desarrollada inicialmente como un proyecto habitacional a fines de la Segunda Guerra Mundial, Washington Terrace recibe su nombre de la principal avenida de Ogden: Washington Boulevard.

## Geografía
Washington Terrace se encuentra ubicado en las coordenadas 41°10′21″N 111°58′40″O / 41.17250, -111.97778. Según la Oficina del Censo, la localidad tiene un área total de 4,9 km² (1,9 mi²), de la cual toda es tierra.

## Demografía
Según la Oficina del Censo en 2000, había 8.551 personas y 2.267 familias residentes en el lugar, 89.4% de los cuales eran personas de raza blanca y aproximadamente 7.9% de la población son de raza hispana o latina.
Según la Oficina del Censo en 2000 los ingresos medios por hogar en la localidad eran de $42,243, y los ingresos medios por familia eran $47,332. Los hombres tenían unos ingresos medios de $35,938 frente a los $26,406 para las mujeres. La renta per cápita para la localidad era de $17,240. Alrededor del 8% de la población estaban por debajo del umbral de pobreza.